# La casa delle Miracle
La casa delle Miracle è una serie TV italiana trasmessa dal marzo 2020 su Cartoonito, diretta da Roberto Cenci. È uno spin-off di Miracle Tunes.

## Trama
Lo show dà ai fan l’occasione di conoscere meglio le protagoniste, entrando nella loro casa e scoprendo la loro vita quotidiana. Durante trasmissione, le ragazze leggono inoltre delle lettere scritte dai fan.